# 卡倫戰鬥
卡倫戰鬥發生於1929年8月16日，地點則是在中國黑龍江，是中東路事件的戰鬥之一。卡倫戰鬥的交戰雙方，一方為东北軍，另一方為蘇軍。

## 參看
- 中東路事件